# Reconquista
Pojmem reconquista („znovudobytí“) v dějinách Pyrenejského poloostrova označuje období od jeho ovládnutí muslimy v 8. století do 15. století, kdy v roce 1492 padl poslední muslimský emirát Granada. Novodobý pojem odráží pohled křesťanských království, která období bojů s „Maury“ prezentovala jako obnovování křesťanské vlády nad poloostrovem dříve ovládaným Vizigótskou říší.
Za počátek reconquisty se udává bitva u Covadongy (722), první významná porážka muslimských vojsk, která zajistila existenci malého křesťanského Asturského království na severu Španělska, zatímco na jihu byl ustaven Córdobský emirát. Velmi důležitou, i když odehrávající se mimo pyrenejský poloostrov, byla bitva u Poitiers - Tours roku 732, kde Karel Martel poráží Umájjovské vojsko na hlavu. Nepřímým důsledkem byl pád Umájjovců a nástup Abásovců.
Muslimská část poloostrova se po rozpadu Córdobského chalífátu (1031) souhrnně označovala al-Andalus, v jeho severní části postupně vznikla další křesťanská království: navarrské, leónské, aragonské, kastilské a portugalské. Rozhodující pro vývoj reconquisty byla porážka muslimských Almohadů v bitvě na Las Navas de Tolosa roku 1212, po které byla křesťanskými vojsky dobyta města Córdoba (1236), Sevilla (1248) a větší část muslimského panství, které se omezilo na malý emirát v oblasti Andalusie s centrem ve městě Granada.

## Počátky reconquisty

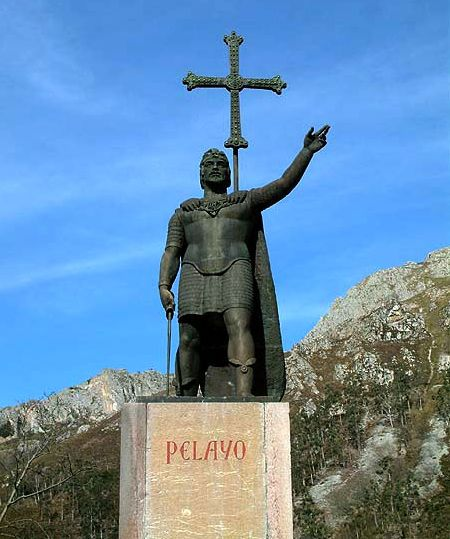
Don Pelayo – památník na místě bitvy u Covadongy

Po arabském vpádu na Pyrenejský poloostrov roku 711 ustupovala část křesťanského obyvatelstva do údolí Pyrenejí. Uprchlíci se spojili s kmeny v Asturských horách a také s kmeny v navarrsko-aragonských Pyrenejích spolu s jejich jediným významným městem Pamplonou, jež byla do té doby vojenskou enklávou vizigótské moci uvnitř nepřátelského území.
V roce 718 se vůdce skupiny uprchlíků, vizigótský šlechtic Pelayo, lat. Pelagius (718–737), postavil do čela Astuřanů, kteří si jej zvolili za svého krále. Pod jeho vedením přibyly útoky na muslimské posádky.
V roce 722 (nebo možná v roce 724, nebo brzy po roce 718) maurský emír přikázal kterémusi Munuzovi, aby se svým vojskem z gijónské posádky zničil asturské rebely a zajistil tak maurskou kontrolu nad tímto regionem. Pelayo však toto vojsko porazil v bitvě u Covadongy, která však pravděpodobně byla jen malým incidentem mezi dvěma nevelkými skupinami (počet všech bojovníků nepřesáhl dvě stě). Jednalo se však o první významné střetnutí, v němž křesťané porazili muslimy.
Pelayovi synové a pozdější nástupci v boji pokračovali. Pelayův zeť Alfonso I. dobyl téměř celou Galicii, včetně města Santiaga de Compostela, jež se stalo poutním místem kvůli hrobu svatého Jakuba, který se zde nachází.

## Tažení Karla Velikého
Roku 777 se k panovníkovi Franské říše dostal posel z Cordóbského emirátu a žádal pomoc pro odbojného místodržícího v Zaragoze. Karel Veliký se roku 778 vydal přes Pyreneje směrem k Zaragoze. Jeho tažení však dopadlo neúspěšně, musel se vrátit a při návratu přes Pyreneje bylo jeho vojsko napadeno a poraženo v bitvě v průsmyku Roncevaux. Teprve následující výpravy do severovýchodní části poloostrova a dobytí Girony v roce 785 a Barcelony v roce 801 mu umožnily na Pyrenejském poloostrově založit, na území dnešní Katalánie, Španělskou marku, jež měla funkci nárazníkové zóny mezi Franskou říší a muslimským územím.

## Křesťanské státy v severním Španělsku

### Království León
Samotná představa reconquisty jako určitého nepřetržitého a cílevědomého procesu, trvajícího osm století, je historicky nepřesná. Křesťanské státy v severním Španělsku válčily mezi sebou navzájem téměř stejně často, jako proti muslimům. Staré Asturské království se svým hlavním městem Oviedem bylo chráněno neprostupnými horami severozápadního Španělska, zatímco Baskové v Navaře si udržovali nezávislost po celou dobu maurské nadvlády, podobně jako předtím za vizigótského a římského panství. Největší asturský král Alfonso III. využil úpadku španělských Umajjovců a posunul hranice království až k řece Douro. Jeho syn a nástupce García I. přemístil hlavní město na jih do Leónu, a království tak bylo nadále známo pod tímto jménem.

### Kastilské království

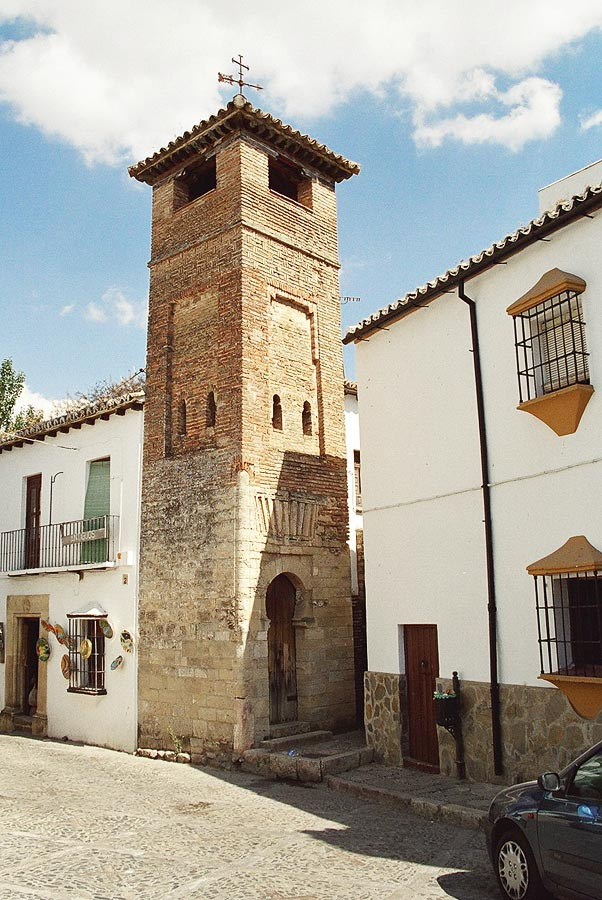
Původně maurský minaret v Rondě, přestavěný ve zvonici

Na počátku 10. století rozšířilo království León své území východním směrem až k městu Burgos. Na ochranu dobyté země a zde usazených rolníků zde bylo vybudováno veliké množství hradů (španělsky castillos), které daly nově dobyté zemi název Kastilie. Za hraběte Ferdinanda Gonzála se pak Kastílii v roce 932 podařilo vyvázat ze své podřízenosti Leónu.
Navarra byla v době vlády Sancha I. v roce 905 prohlášena královstvím a rychle expandovala na jih. Sancho III. Navarrský – panovník výjimečných vojenských schopností – ovládal Aragonii, Asturii, Kastilii a část Leónu a učinil tak z Navarry vůdčí stát křesťanského Španělska. V roce 1028 určil Sancho svého druhého syna Ferdinanda za vládce kastilského hrabství. Ferdinand byl velice moudrý a zbožný panovník, který sjednotil většinu otcových držav a zahájil intenzivní postup křesťanů na jih. Za Ferdinanda zažila Kastílie významný vzrůst moci, což Ferdinandovi, jakožto nejmocnějšímu křesťanskému panovníkovi na poloostrově, umožnilo v roce 1054 přijmout titul císaře Hispánie. Protože se však ve Španělsku dosud neprosadil dědický princip primogenitury, byla Ferdinandova říše po jeho smrti v roce 1065 rozdělena mezi jeho syny, Alfonse VI. Kastilského, Sancha II. Kastilského a Garcíu II., krále Galicie. Alfonso se pokusil Sancha zbavit vlády. Ten však patrně zdědil více otcových schopností, svého bratra Alfonsa porazil a poslal do vyhnanství. García byl po krátké vládě odeslán do kláštera, kde strávil zbytek svého života.
Sanchova smrt v roce 1072 Alfonsovi umožnila vrátit se do země a zmocnit se všech někdejších domén Ferdinanda I. Alfonso byl skutečně působivou osobností. Byl na svoji dobu výjimečně tolerantní k muslimům – po dobytí muslimy ovládaného Toleda roku 1085 se prohlásil za "krále dvojí víry" a dále podporoval toto město coby centrum vzdělanosti a učenosti. Velmi usiloval rozšířit své državy a stát se jedním z nejmocnějších evropských monarchů. Během jeho vlády byl z Kastílie vypovězen Cid, španělský národní hrdina a hlavní postava stejnojmenného středověkého eposu, který nalezl útočiště u emíra ze Zaragozy a později dobyl na Maurech Valencii. Zhroucením córdobského chalífátu se Al-Andalus rozpadl do mnoha drobných mezi sebou válčících států, což přispělo k úspěšné expanzi Alfonsova křesťanského království na jih, jež vyvrcholila dobytím Toleda v roce 1085. Již v následujícím roce se však proti Alfonsovi spojili vládcové Sevilly se severoafrickými Almorávidy. Poté, co Almorávidé zvítězili nad křesťany, si rychle podmanili celé muslimské Španělsko.

### Kastilie a León ve 13. a 14. století

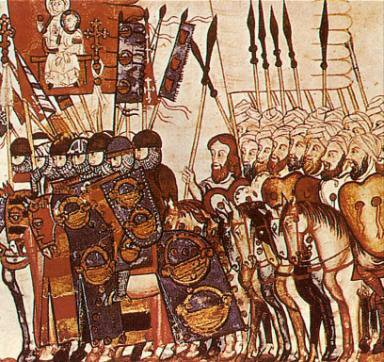
Bojovníci křesťanští (vlevo) a muslimští (vpravo), bitva u Marrákeše, kodex Cantigas de Santa Maria

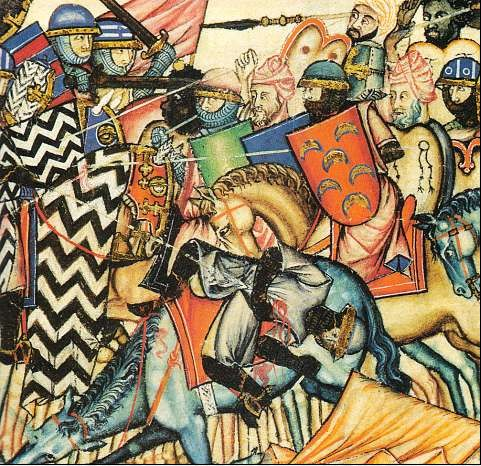
Bitva mezi křesťany a muslimskými Maury, výjev z kodexu Cantigas de Santa Maria

Po smrti Alfonse VII., byla Kastílie a León opět rozdělena. Nicméně nástupem syna Alfonse IX., Ferdinanda III., na královský trůn v Leónu v roce 1230 byly obě země definitivně sjednoceny v Kastilskou korunu. Ferdinand III. zvaný Svatý bojoval po celou dobu své vlády proti Maurům, jejichž osud na poloostrově byl zpečetěn po bitvě na Las Navas de Tolosa, v níž je v roce 1212 porazil Ferdinandův děd Alfonso VIII. Ve 13. století byla za účelem vypuzení Maurů ze Španělska vyhlášena dokonce křížová výprava. V průběhu tohoto století byla dobyta většina území někdejšího córdobského chalífátu (Córdoba padla v roce 1236, Sevilla 1248, Cádiz 1262) s výjimkou malé Granady, jež si vykupovala svoji nezávislost každoročním tributním poplatkem. Ferdinandova vláda byla počátkem období zvýšeného vlivu Španělska na evropskou politiku. V době jeho panování byla založena univerzita v Salamance – jedna z nejstarších v Evropě – na níž se dokonce rozvinula raná škola ekonomického myšlení. Ferdinandův nástupce, Alfonso X. Moudrý, napomohl k návratu klasické vzdělanosti do křesťanské Evropy prostřednictvím zpřístupnění duchovního bohatství muslimských knihoven a univerzit. V roce 1309 byl ve spojení s Aragonií dobyt Gibraltar. Despotický a krvavý vládce Pedro I. Krutý byl v roce 1366 vyhnán a následně zavražděn. Pedrovy války proti Aragonii a vnitřní konflikty způsobily dočasné oslabení kastilské moci.

### Aragonské království

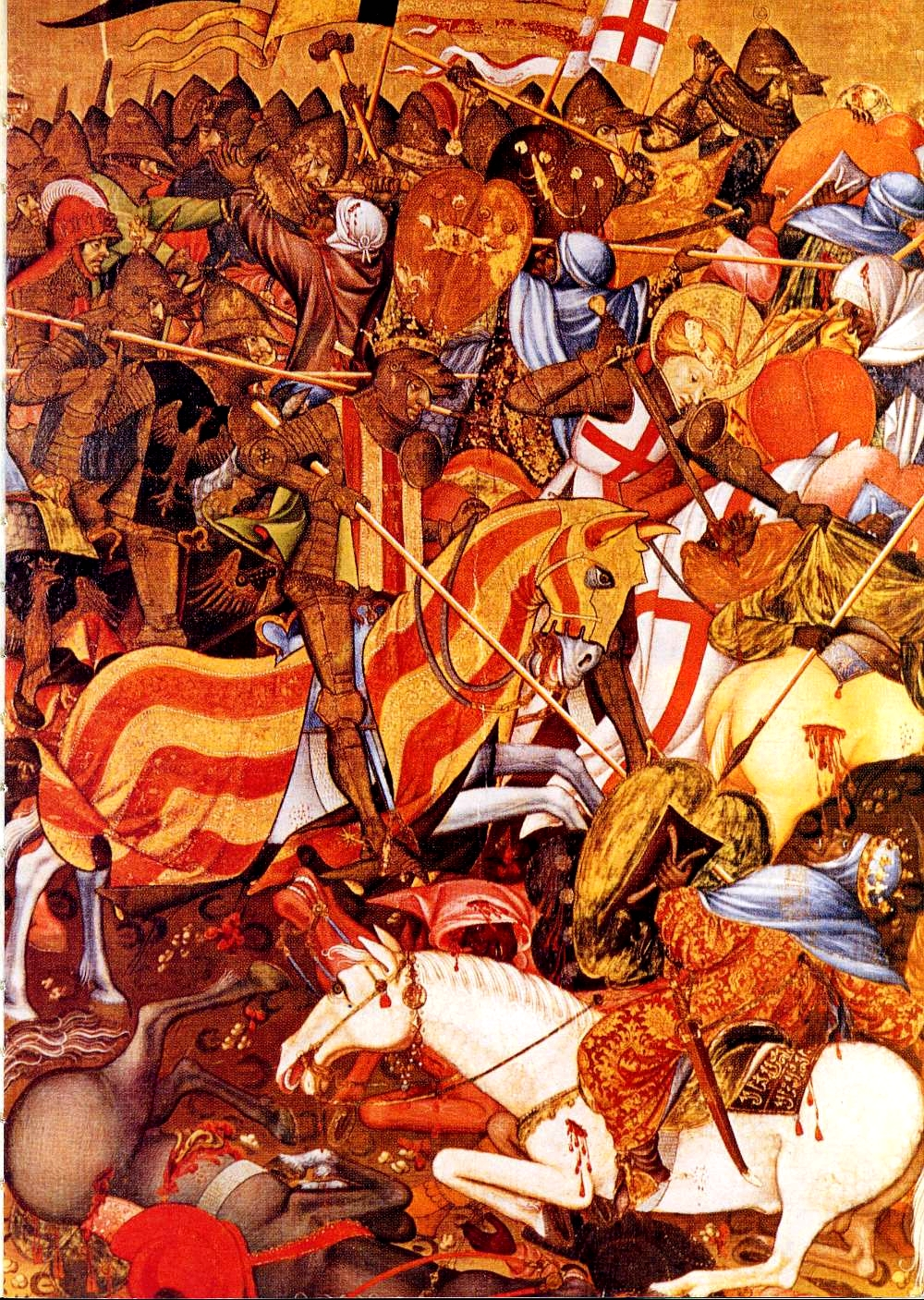
Bitva aragonského krále Jakuba I. s Maury

Vedle mocenského bloku Kastílie-León dominovala v severovýchodní části křesťanského Španělska rovněž Aragonie. Již v roce 1118 dobyl aragonský král Alfonso I. na Maurech Zaragozu a posunul tak hranice své říše na jih. Prostřednictvím sňatkové politiky připadlo Aragonii v roce 1137 Katalánsko včetně hrabství Barcelona (čímž vznikla Aragonská koruna). Do roku 1235 bylo dokončeno dobytí Maury držených Baleárských ostrovů. Expanze dále na jih na úkor Maurů byla po ovládnutí Valencie v roce 1238 znemožněna kastilskou rozpínavostí a proto aragonští králové zaměřili svou pozornost na východ. Na přelomu 13. a 14. století se tak nejprve zmocnili Sicílie a Sardinie a v roce 1442 získal Alfonso V. titul krále Neapole. Díku tomu se Katalánie a především Barcelona rozvinuly v hospodářské a obchodní centrum evropského významu.
Politicky byla aragonská říše uspořádána federalisticky, přičemž každá část říše disponovala vlastní ústavou. V samotné Aragonii stály v opozici vůči králi silné cortesy, které však mohly jen stěží omezit královu moc. Kastílie byla naproti tomu centrálně spravovaná, přesto i kastilští králové se museli potýkat s mocnou šlechtou, s níž se dostávali téměř neustále do konfliktů.

## Sjednocení země, vypuzení Maurů a Židů

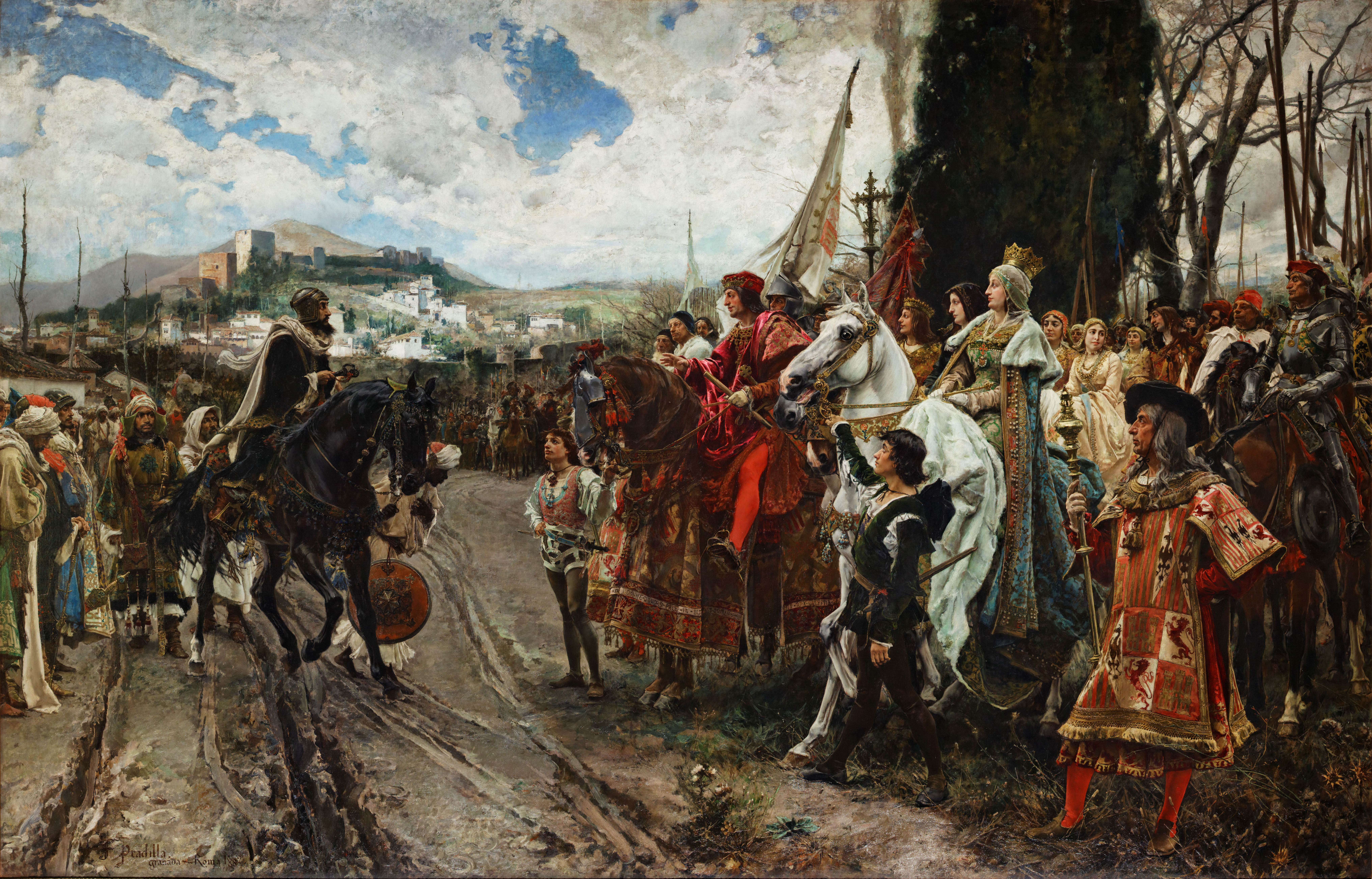
Boabdil předává Granadu španělskému královskému páru (obraz z roku 1882)

Obnovená snaha o sjednocení Španělska byla využita Isabelou Kastilskou a Ferdinandem II. Aragonským k ospravedlnění jejich vpádu do Granady, politické odsunutí Židů a Maurů. Svatba dědičky Kastílie a Leónu, Isabely I., s dědicem Aragonie, Ferdinandem II. v roce 1469 znamenala další krok k sjednocování Španělska. Skutečné sjednocení celé země však z důvodu odporu šlechty v obou zemích nejdříve nepřicházelo v úvahu.
Vnitropoliticky se Isabela a Ferdinand koncentrovali na vládu v Kastílii, kde s podporou měst mohli snáze omezit vliv šlechty a cortesů než v Aragonii a nastolit tak pevnou centralistickou vládu. Důležitým nástrojem, který tomuto napomohl, byla inkvizice zavedená v zemi v roce 1478. Ta nejprve sloužila především v církevních záležitostech, záhy se z ní však stal prostředek politického nátlaku proti šlechtě, neboť ve Španělsku oproti jiným zemím nebyla inkvizice církevní, nýbrž státní institucí. Moc šlechty byla rovněž podlomena bouráním jejích hradů (symboly nezávislosti aristokracie na králi) a zavedením systému pravidelného výběru daní. Ferdinand a Isabela tedy položili základy náboženskému, politickému a ekonomickému sjednocení Španělska. Aragonie se získáním Sicílie a jižní Itálie stala v 15. století významnou námořní mocností Středomoří, zatímco Kastílie a Portugalsko soupeřili o dominanci v Atlantském oceánu.
Po dobytí poslední maurské pevnosti – Granady – v roce 1492 vydali Isabela a Ferdinand edikt, jímž bylo Židům nařízeno buď přijmout křest nebo opustit zemi. Na to následovala rozsáhlá vlna pronásledování, v jejímž průběhu odešly z Pyrenejského poloostrova statisíce španělských (sefardských) Židů, což způsobilo zemi nenapravitelné kulturní a hospodářské škody. Vůči Maurům byla zachovávána jistá míra tolerance. To se však mělo změnit na počátku 16. století. V roce 1499 bylo asi 50 000 Maurů v Granadě přinuceno kardinálem Cisnerosem v hromadném křtu ke konverzi. Během povstání, které následovalo (známé jako povstání v Alpujarras), byli všichni ti, kdož se odmítli stát katolíky nebo se nechat deportovat do Afriky, systematicky zmasakrováni. Výsledkem byl exodus Maurů, Židů a Gitanos z měst a vesnic Granady do horských a venkovských regionů. Někdy kolem roku 1500 Cisneros prohlásil, že „Zde už není žádného města, které by nebylo křesťanské, a všechny mešity jsou od nynějška kostely.“ Podobně jako v Osmanské říši se z kostelů staly mešity, zde se naopak mešity přebudovaly na křesťanské svatostánky.